# Gloydius halys
Espèce
Synonymes
- Coluber halys Pallas, 1776
- Agkistrodon halys (Pallas, 1776)
- Trigonocephalus affinis Gray, 1849
- Trigonocephalus caraganus Eichwald, 1831
- Ancistrodon halys caucasicus Nikolsky, 1916
- Ancistrodon halys stejnegeri Rendahl, 1933
- Agkistrodon halys cognatus Gloyd, 1977
- Agkistrodon halys boehmei Nilson, 1983

Gloydius halys est une espèce de serpents de la famille des Viperidae. 

## Répartition
Cette espèce se rencontre :
- en république populaire de Chine ;

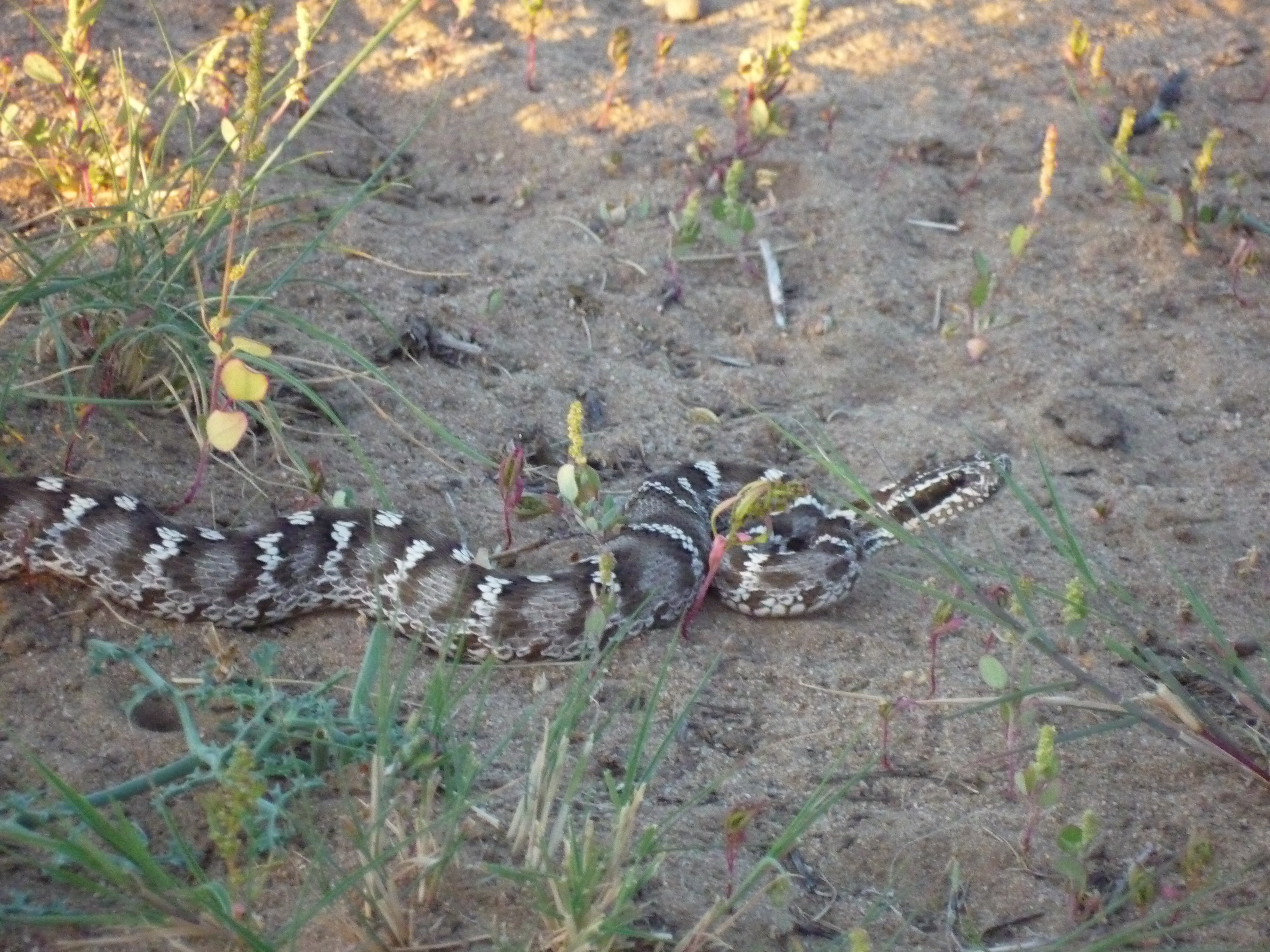

- dans le nord de l'Iran ;
- dans le sud de la Russie ;
- au Kazakhstan ;
- en Ouzbékistan ;
- au Tadjikistan ;
- au Kirghizstan ;
- dans l'est de l'Afghanistan ;
- en Mongolie ;
- au Turkménistan.

## Description
C'est un serpent venimeux.

## Liste des sous-espèces
Selon The Reptile Database (4 janvier 2013) :
- Gloydius halys affinis (Gray, 1849)
- Gloydius halys boehmei (Nilson, 1983)
- Gloydius halys caraganus (Eichwald, 1831)
- Gloydius halys caucasicus (Nikolsky, 1916)
- Gloydius halys cognatus (Gloyd, 1977)
- Gloydius halys halys (Pallas, 1776)
- Gloydius halys mogoi (Bour, 1993)
- Gloydius halys stejnegeri (Rendahl, 1933)

## Publications originales
- Bour, 1993 : Les voyages de Peter Simon Pallas et l’origine de Coluber halys (Serpentes Viperidae). Société linnéenne de Lyon, vol. 62, p. 328-340.
- Eichwald, 1831 : Zoologia specialis, quam expositis animalibus tum vivis, tum fossilibus potissimuni rossiae in universum, et poloniae in specie, in usum lectionum publicarum in Universitate Caesarea Vilnensi. Zawadski, Vilnae, vol. 3, p. 1-404 (texte intégral).
- Gloyd, 1977 : Descriptions of new taxa of crotalid snakes from China and Ceylon (Sri Lanka). Proceedings of the Biological Society of Washington, vol. 90, no 4, p. 1002-1015 (texte intégral).
- Gray, 1849 : Catalogue of the specimens of snakes in the collection of the British Museum, London, p. 1-125 (texte intégral).
- Nikolsky, 1916 : Fauna of Russia and adjacent countries. Volume II: Ophidia. Petrograd.
- Nilson, 1983 : A new subspecies of the Asiatic pit viper Agkistrodon halys Pallas, 1776 (Serpentes, Viperidae) from Afghanistan. Bonner Zoologische Beiträge, vol. 34, no 4, p. 469-476 (texte intégral).
- Pallas, 1776 : Reise durch verschiedene Provinzen des Russischen Reichs. St. Pétersbourg: Gedruckt bey der Kayserlichen Academie der Wissenschaften, vol. 3.
- Rendahl, 1933 : Die Unterarten des Ancistrodon halys Pall, nebst einigen Bemerkungen zur Herpetologie Zentralasiens. Arkiv for Zoologi, vol. 25, n. A8, p. 1-33.